# دهستان داریان
دهستان داریان، یکی از دهستان‌های بخش داریان شهرستان شیراز در استان فارس ایران است. مرکز این دهستان، روستای دودج است.

## جمعیت
بر پایه سرشماری عمومی نفوس و مسکن در سال ۱۳۹۵، جمعیت دهستان داریان برابر با ۲٬۶۰۴ نفر بوده است.